# Erna Brodber

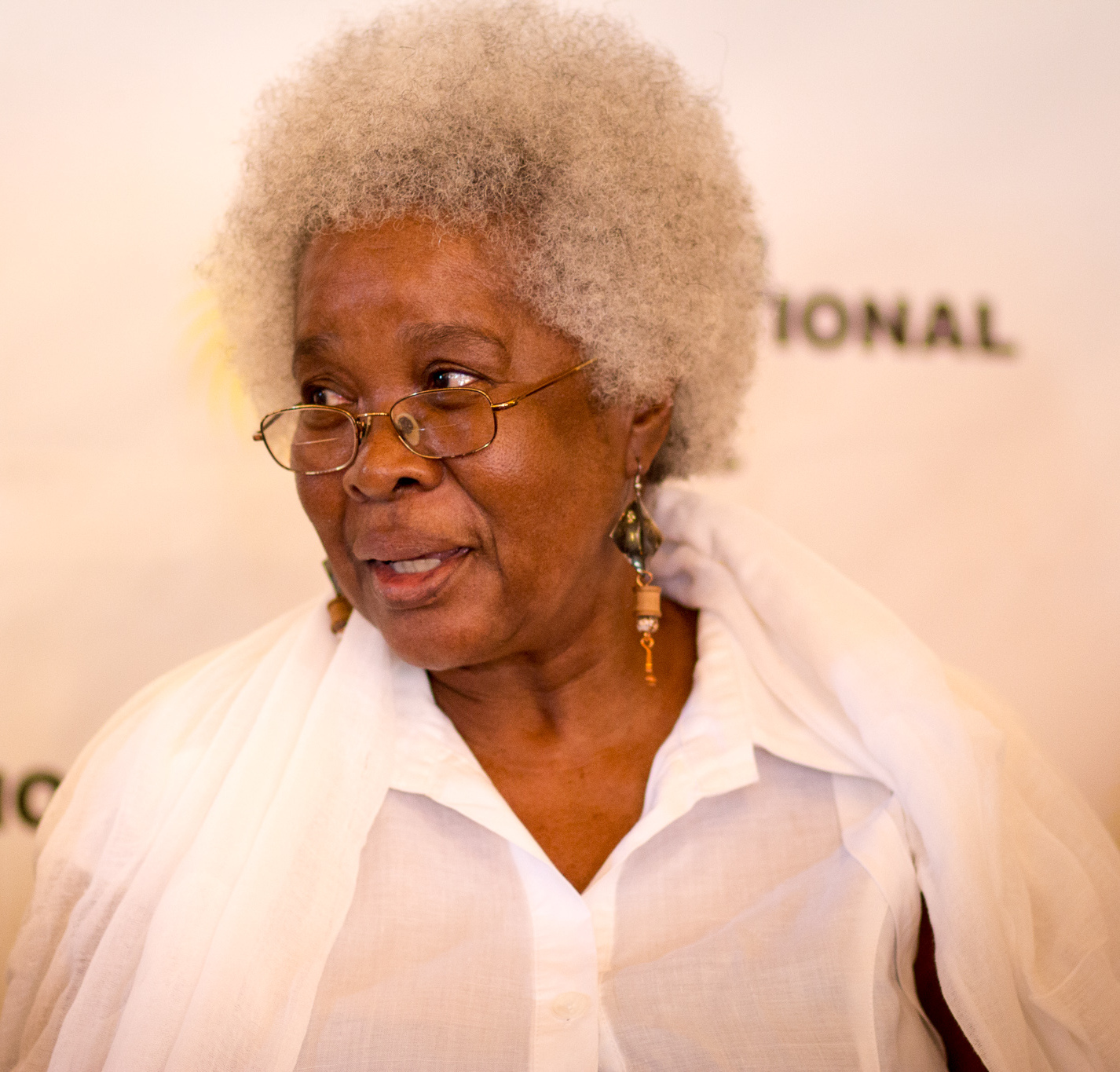
Erna Brodber (2015)

Erna May Brodber (* 20. April 1940 in Woodside, Saint Mary Parish, Jamaika) ist eine jamaikanische Schriftstellerin und Soziologin, die als eine der renommiertesten Romanautorinnen der Karibik insbesondere durch ihre Romane Jane and Louisa Will Soon Come Home (1980), Myal (1988) sowie Louisiana (1997) bekannt wurde. Sie wurde 2006 mit dem Prinz-Claus-Preis sowie 2017 mit dem Windham–Campbell Literature Prize ausgezeichnet.

## Leben

### Studium, Soziologin und Hochschullehrerin
Erna May Brodber, deren ältere Schwester die Dichterin und Schriftstellerin Velma Pollard war, absolvierte ein Geschichtsstudium am University College of the West Indies (UCWI) in London, das sie 1963 mit einem Bachelor of Arts (B.A. History) beendete. Sie begann zudem ein Studium der Soziologie am University College of the West Indies in Kingston und schloss dieses 1968 mit einem Master of Science (M.Sc. Sociology) mit der Masterarbeit Family Structure and Sex Role Learning. A Study of Socialization in Jamaica ab, eine Studie der Sozialisation in Jamaika mit dem Schwerpunkt Familienstruktur und dem Lernen der Geschlechtsrollen. 1967 konnte sie mit finanzieller Unterstützung durch ein Stipendium der Ford Foundation auch ein Auslandsstudienjahr an der University of Washington absolvieren. 1974 erschien ihr Fachbuch Abandonment of Children in Jamaica, in der sie sich mit der Aussetzung von Kindern in Jamaika befasste. 1979 besuchte sie mit einem Stipendium des Commonwealth Scholarship and Fellowship Plan ein weiteres Auslandsjahr an der University of Sussex. In ihrem 1982 erschienenen Sachbuch Perceptions of Caribbean Women: Towards a Documentation of Stereotypes untersuchte sie die Lebenssituationen von Frauen in der Karibik. Nachdem sie 1985 ihre Promotion zum Doctor of Philosophy (Ph.D.) am University College of the West Indies in Kingston abgeschlossen hatte, war sie dort sieben Jahre als Dozentin tätig. In dieser Zeit erschien 1986 Rural-Urban Migration and the Jamaican Child, eine Untersuchung der Land-Stadt-Migration jamaikanischer Kinder. Sie erhielt 1990 ein Stipendium des Fulbright-Programm und war zeitweise auch als Associate Professor am Randolph-Macon College in Ashland. Ferner war sie Geschäftsführerin des Unternehmens Black Space Ltd und Lehrbeauftragte in Europa.
Woodside, Pear Tree Grove P. O. (2004) untersucht die Stränge eines kollektiven afrikanischen diasporischen Bewusstseins, das in der Arbeit einer Reihe von Schriftstellern aus der Schwarzen Karibik vertreten ist. Es zeigt, wie ein gemeinsames Bewusstsein oder drittes Sehen sowohl in vor- als auch in postkolonialen kulturellen Praktiken verwurzelt ist und durch eine reiche mündliche Überlieferung verbreitet wird. Dieses Bewusstsein hat diasporischen Gemeinschaften gedient, indem es einen alternativen philosophischen Weltsinn geschaffen hat, der Menschen afrikanischer Abstammung über Raum und Zeit hinweg verbindet. In Anfechtung populärer Diskurse darüber, was Kultur ausmacht, und der Behauptung, dass vernachlässigte Strömungen im Negritude-Diskurs eine entscheidende philosophische Perspektive auf die Verbindungen zwischen Volkspraktiken, kulturellem Gedächtnis und kollektivem Bewusstsein bieten, untersucht es die Prinzipien der Diaspora.
In The Second Generation of Freemen in Jamaica, 1907–1944 (2004) erzählt Mary Brodber vom Alltag der afrikanischen Jamaikaner, die um die Wende des 20. Jahrhunderts geboren wurden, die zweite Generation von Freien in Jamaika und die erste, die frei geboren wurde. Das Buch ist sowohl eloquent als auch intim und basiert größtenteils auf einer Reihe von 90 seltenen und detaillierten Interviews, die Brodber mit Menschen führte, die von etwa 1900 bis in die 1970er Jahre in Jamaika lebten, und es enthüllt ihre Bestrebungen, Kämpfe, Niederlagen und Siege von Kindheit an. Brodber konzentriert sich auf ihr Familienleben – das oft von Trennungen geprägt ist – und auf ihre Möglichkeiten für Bildung, Reisen, Werbung und religiöse Praxis. Ihre Interviews enthüllen die begrenzten Beschäftigungsmöglichkeiten schwarzer Jamaikaner im frühen 20. Jahrhundert und dokumentieren ihre politische Situation und ihren langen Weg zum Wahlrecht, das schließlich 1944 gewährt wurde. Brodber zeichnet auch auf, wie sie beide von menschengemachten Katastrophen wie die Weltkriege betroffen waren und durch natürliche, darunter mehrere Hurrikane. Ihre Geschichten enthüllen die Problemlösungstechniken, die sie von ihren Vorfahren geerbt haben, und auch die Existenz des „Ahnenzorns“ (‚"ancestral anger‘), einer Emotion und Haltung, die in der heutigen jamaikanischen Gesellschaft zum Ausdruck kommt. Die Zeugnisse werden in den breiteren Kontext der britischen Kolonialpolitik und der politischen Ökonomie der Insel gestellt und erwecken die Menschen zum Leben, die oft nur als Statistik in Volkszählungen und Depeschen der Kolonialgouverneure auftauchten. Unter Verwendung mündlicher Berichte und Archivquellen in Jamaika und Großbritannien bietet die Arbeit einen „Bottom-up“-Blick auf die jamaikanische Gesellschaft, ein Korrektiv zu einem Großteil der vergangenen Geschichtsschreibung, die durch den „großen Mann“-Ansatz in der Wissenschaft eingeschränkt wurde. Mit seinen farbenfrohen Berichten über Teetreffen und -märsche und seinen Rezitationen aus Reimen, Liedern und Sprichwörtern bietet das Buch auch eine Schatzkammer an volkstümlichem Material. Dabei präsentiert sie eine neue Perspektive auf die Auswirkungen von Sklaverei in Jamaika.
Moments of Cooperation and Incorporation. African American and African Jamaican Connections, 1782–1996 (2019) ist eine Reihe von sechs Essays, die Momente zwischen 1782 und 1996 zeigen, als die jamaikanische und die amerikanische Bevölkerung der afrikanischen Diaspora in den sozio-geografischen Räumen beider zusammengearbeitet haben. Für beide Gruppen war dies eine Zeit, die von Sklaverei, Widerstand, Freiheitskämpfen, Entkolonialisierung und Bürgerrechten geprägt war. Brodbers Arbeit erzählt die langen Verbindungen zwischen schwarzen Jamaikanern und Schwarzen in den Vereinigten Staaten vom späten 18. bis weit ins 20. Jahrhundert und zielt darauf ab, Verständnis und Selbstachtung unter diesen Menschen zu fördern, die ohne ihre Erlaubnis nach Amerika gebracht wurden. Dieses Werk leistet einen wesentlichen Beitrag zur Geschichte der afrikanischen Diaspora und ist eine unverzichtbare Lektüre für Studenten und Wissenschaftler der Neuen Welt. Brodber wendet eine Vielzahl disziplinärer Methoden an – vor allem historische und anthropologische – um diese lange Geschichte darzustellen und zu interpretieren.

### Romanautorin
Die formal komplexen Romane von Erna Brodber untersuchen die psychologischen Folgen von Kolonialismus, Sklaverei und Diskriminierung anhand insbesondere weiblicher Hauptfiguren. Dabei betonte sie die Kraft afrokaribischer Spiritualität und sozialer Gemeinschaft.
1980 erschien mit Jane and Louisa Will Soon Come Home ihr erster bedeutender Roman. Dieses Buch, das oft als Prosagedicht bezeichnet wird, spiegelt eine interne soziologische Perspektive wider. Zuerst sind die Leser Außenseiter, aber bald werden sie in die Erzählung eingeladen, die am besten in ihrer Gesamtheit und im Kontext der jamaikanischen Geschichte verstanden wird. Brodber brach die Lebensgeschichte von Nellie, der Haupterzählerin, in nicht chronologische Vignetten auf, die Dimensionen der Schwierigkeiten der Kindheit, Sexualität und Identitätssuche der Protagonistin unter den Umständen der turbulenten Vergangenheit Jamaikas und des kolonialen Erbes untersuchen.
Ihren 1988 erschienenen Roman Myal beschrieb Erna Brodber als „eine Erforschung der Verbindungen zwischen der Lebensweise, die von den Menschen zweier Punkte der schwarzen Diaspora geschmiedet wurde – den Afroamerikanern und den Afrojamaikanern“ (‚an exploration of the links between the way of life forged by the people of two points of the black diaspora —the Afro-Americans and the Afro-Jamaicans‘). Auf vielen literarischen Ebenen tätig – thematisch, sprachlich, stilistisch – ist es die Geschichte des kulturellen und spirituellen Kampfes der Frauen im kolonialen Jamaika. Der Roman beginnt zu Beginn des 20. Jahrhunderts mit einem Gemeinschaftstreffen, um die mysteriöse Krankheit einer jungen Frau, Ella, zu heilen, die nach einer erfolglosen Ehe im Ausland nach Jamaika zurückgekehrt ist. Die afro-jamaikanische Religion myal, die behauptet, dass das Gute die Macht hat, alles zu erobern, wird angerufen, um Ella zu heilen, die „zombifiziert“ und ohne jede schwarze Seele zurückgelassen wurde. Ella, die hellhäutig genug ist, um als weiß durchzugehen, hat einen Zusammenbruch erlitten, nachdem ihr weißer amerikanischer Ehemann eine schwarzgesichtige Minstrel Show produziert hat, die auf den Geschichten aus ihrem Dorf und ihrer Kindheit basiert und Parallelen der kolonisierten Völker zum imperialen Gewinn und Vergnügen aufweist. Brodber wurde für Myal mit den Commonwealth Writers’ Prize: Best Book für Kanada und die Karibik ausgezeichnet.
In Louisiana (1997) erforscht Ella Townsend, eine junge afroamerikanische Anthropologin mit karibischen Wurzeln, das Volksleben in Louisiana und entdeckt nicht nur die Welt von Voodoo und Karneval, sondern auch die mystische Verbindung von Lebenden und Toten. Mit ihrem Tonbandgerät erforscht sie das reiche Erbe des kreolischen Louisiana, aber Mammy, Ellas wichtigste Informantin, stirbt während des Projekts. Dann übermittelt sie von jenseits des Grabes weiterhin Botschaften. Obwohl die akademisch denkende Ella an der Echtheit des Mediums zweifelt, vermitteln die Bänder nach und nach bereichernde Geheimnisse über die vergangenen Leben von Mammy und ihrer Freundin Lowly, während sie sich mit ihren Vorurteilen auseinandersetzt. Aus dieser übernatürlichen Erfahrung lernt Ella viel über sich selbst und ihren Hintergrund. Louisiana feiert die magisch-religiöse Kultur von Hoodoo, Conjure, Obeah und Myal. Wie ihre früheren Werke Myal: A Novel und Jane and Louisa Will Soon Come Home, offenbart Louisiana die faszinierende Gabe der Autorin, Mythen zu erschaffen. Das Louisiana ihres Titels steht für zwei gleichnamige Orte – den amerikanischen Staat und Brodbers Heimatgemeinde in Jamaika. Durch diese Vermischung von Orten zeigt sie, wie Elemente der afrikanischen Diaspora in der kreolischen Kultur Amerikas am Leben erhalten werden.
2014 erschien der Roman Nothing’s Mat, der von einem schwarzen britischen Teenager – die für „jedes schwarze Mädchen“ steht – erzählt, denn sie hat bis zu den allerletzten Kapiteln keinen Namen, als sie von ihrem Ehemann neckend „Prinzessin“ genannt wird. Irgendwann in den 1950er Jahren darf die in London lebende Prinzessin ihre Abschlussprüfungen in der Oberstufe abschließen, indem sie eine lange Arbeit über die westindische Familie schreibt, anstatt eine Prüfung abzulegen. Sie denkt, dass dies ein Geschenk des Himmels ist und dass sie nur ihre Eltern interviewen muss. Ihr Vater versucht ihr mit seiner Seite zu helfen, aber beide stellen fest, dass ihre Verwandten nicht in die übliche anthropologische Vorlage passen. Ihr Vater hält es für eine gute Zeit für sie, nach Jamaika zu gehen und ihre Großeltern zu treffen, die ihr beim Lernen besser helfen können.
Brodbers Theaterstück Ratoon: A New Jamaica (2015), welches eine Adaption ihres früheren Romans Jane and Louisa Will Soon Come Home ist, wurde unter der Regie von Carolyn Allen von der Theatergruppe des nach Edna Manley College of the Visual and Performing Arts uraufgeführt.
2017 wurde Brodber mit dem Windham–Campbell Literature Prize ausgezeichnet und dafür gewürdigt, dass „ihre kompromisslose Fiktion Stränge diasporischer Geschichte, Erinnerung und Identität zu erhellenden neuen Formen verwebt, die sowohl auf die Notwendigkeit des Handelns als auch auf die Notwendigkeit des Wissens reagieren.“ (‚Erna Brodber’s uncompromising fiction weaves strands of diasporic history, memory, and identity into illuminating new forms that respond to the need to act as well as the need to know.‘).

## Auszeichnungen
- Commonwealth Writers’ Prize: Best Book für Kanada und die Karibik, 1989 für Myal[6]
- Musgrave-Medaille in Gold für Literatur, 1999[14]
- Prinz-Claus-Preis, 2006[15]
- Windham–Campbell Literature Prize, 2017[13]

## Veröffentlichungen

### Fachbücher
- Family Structure and Sex Role Learning. A Study of Socialization in Jamaica, Masterarbeit, 1968
- Abandonment of Children in Jamaica, 1974
- Yards in the City of Kingston, 1975
- Perceptions of Caribbean Women: Towards a Documentation of Stereotypes, 1982
- Rural-Urban Migration and the Jamaican Child, 1986
- The People of my Jamaican Village, 1817–1948, 1999, ISBN 978-976-41-0132-1
- The Continent of Black Consciousness. On the History of the African Diaspora from Slavery to the Present Day, 2003, ISBN 978-1-873201-17-6
- The Second Generation of Freemen in Jamaica, 1907–1944, 2004, ISBN 978-0-8130-2759-3
- Woodside, Pear Tree Grove P. O., 2004, ISBN 978-976-640-152-8
- Moments of Cooperation and Incorporation. African American and African Jamaican Connections, 1782–1996, 2019, ISBN 978-976-640-708-7

### Romane und Kurzgeschichten
- Jane and Louisa Will Soon Come Home, 1980
- Myal, 1988
- Louisiana, 1997, Neuauflage 2012, ISBN 978-1-61703-726-9
- The Rainmaker’s Mistake, 2007, ISBN 978-1-873201-20-6
- The World is a High Hill. Stories about Jamaican Women, Kurzgeschichten, 2012, ISBN
- Nothing’s Mat, 2014, ISBN 978-976-640-494-9
- Ratoon: A New Jamaica, Bühnenwerk, 2015

In deutscher Sprache
- Alabaster-Baby, Original Myal, Übersetzung Marlies Glaser, 2000, ISBN 978-3-88977-572-6

## Hintergrundliteratur
- Fifty Caribbean Writers. A Bio-bibliographical Critical Sourcebook, 1986, ISBN 978-0-313-23939-7, S. 71–82 (Onlineversion)
- Her True-true Name, 1989, ISBN 978-0-435-98906-4, S. 42 u. a. (Onlineversion)
- Women in Jamaica. A Bibliography of Published and Unpublished Sources, 1997, ISBN 978-976-640-033-0 (Onlineversion)
- Caribbean Women Writers. Fiction in English, 1999, ISBN 978-1-349-27071-2 (Onlineversion)
- Ulrike Erichsen: Geschichtsverarbeitung als kulturelle Selbstreflexion. Untersuchungen ausgewählter postkolonialer Gegenwartsromane der anglophonen Karibik (Lawrence Scott, Caryl Phillips, Erna Brodber), Dissertation, Technische Universität Darmstadt, ISBN 978-3-88476-448-0
- Caribbean Cultural Identities, 2001, ISBN 978-0-8387-5475-7 (Onlineversion)
- Gero von Wilpert: Lexikon der Weltliteratur. Fremdsprachige Autoren, Band I A–K, Stuttgart 2004, 2008, ISBN 978-3-520-84301-2
- Anglo-American Awareness. Arpeggios in Aesthetics, 2005, ISBN 978-3-8258-8407-9, S. 87 u. a. (Onlineversion)
- The Routledge Companion To Postcolonial Studies, 2007, ISBN 978-1-134-34402-4, S. 206 (Onlineversion)
- Carole Boyce Davies: Encyclopedia of the African Diaspora. Origins, Experiences, and Culture, Band 2, 2008, S. 232 u. a. (Onlineversion)
- Fiona Darroch: Memory and Myth. Postcolonial Religion in Contemporary Guyanese Fiction and Poetry, 2009, ISBN 978-90-420-2576-9 (Onlineversion)
- The Encyclopedia of Twentieth-Century Fiction, 3 Bände, 2011, S. 991–994 (Onlineversion)
- The Routledge Companion to Anglophone Caribbean Literature, 2011, ISBN 978-1-136-82174-5, S. 20 ff. (Onlineversion)
- Kelly Baker Josephs: Disturbers of the Peace. Representations of Madness in Anglophone Caribbean Literature, 2013, ISBN 978-0-8139-3507-2 (Onlineversion)
- The Routledge Companion to Inter-American Studies, 2017, ISBN 978-1-317-29065-0 (Onlineversion)
- Janelle Rodriques: Narratives of Obeah in West Indian Literature. Moving Through the Margins, 2019, ISBN 978-0-429-99865-2 (Onlineversion)
- Jocelyn Fenton Stitt: Dreams of Archives Unfolded. Absence and Caribbean Life Writing, 2021, ISBN 978-1-9788-0656-6 (Onlineversion)

## Interviews und Dokumentationen
- Dr Erna Brodber, Jamaican literary legend in conversation. YouTube (englisch).
- UWI Book Press launch: Erna Brodber 2015. YouTube (englisch).
- Erna Brodber „After the Looking Glass: Blackspace and Emancipation“. YouTube (englisch).
- Critical Caribbean Feminisms: Erna Brodber and Nicole Dennis-Benn. YouTube (englisch).
- Windham Campbell Prizes Present: Erna Brodber. YouTube (englisch).